# Myersiohyla kanaima
Espèce
Synonymes
- Hyla kanaima Goin & Woodley, 1969

Statut de conservation UICN

 LC  : Préoccupation mineure
Myersiohyla kanaima est une espèce d'amphibiens de la famille des Hylidae.

## Répartition
Cette espèce est endémique du Guyana. Elle se rencontre entre 800 et 1 500 m d'altitude sur les monts Kanaima, Roraima et Ayanganna dans la région de Cuyuni-Mazaruni,.

## Étymologie
Son nom d'espèce lui a été donné en référence à son lieu de découverte, le mont Kanaima.

## Publication originale
- Goin & Woodley, 1969 : A new tree-frog from Guyana. Zoological Journal of the Linnean Society, vol. 48, no 1, p. 135-140.